# Grüningen
Grüningen is een gemeente en plaats in het Zwitserse kanton Zürich, en maakt deel uit van het district Hinwil.
Grüningen telt 2827 inwoners.